# Премьер (коммуна)
Премье́р (фр. Premières) — коммуна во Франции, находится в регионе Бургундия. Департамент коммуны — Кот-д’Ор. Входит в состав кантона Женли. Округ коммуны — Дижон.
Код INSEE коммуны — 21507.

## Население
Население коммуны на 2010 год составляло 120 человек.
| 1962 | 1968 | 1975 | 1982 | 1990 | 1999 | 2010 |
| ---- | ---- | ---- | ---- | ---- | ---- | ---- |
| 94   | 90   | 84   | 111  | 120  | 125  | 120  |

## Экономика
В 2010 году среди 80 человек трудоспособного возраста (15—64 лет) 67 были экономически активными, 13 — неактивными (показатель активности — 83,8 %, в 1999 году было 65,5 %). Из 67 активных жителей работали 59 человек (31 мужчина и 28 женщин), безработных было 8 (4 мужчины и 4 женщины). Среди 13 неактивных 3 человека были учениками или студентами, 5 — пенсионерами, 5 были неактивными по другим причинам.